# Аеробалистика
Аеробалистика је грана балистике која проучава кретања бомби и других пројектила избачених из ваздухоплова. Бави се начинима за тачан прорачун путање да би се омогућило добијање таблица бомбардовања, прорачун елемената гађања и конструкција нишанских справа. Аеробалистика исто ради на конструкцији бомби и пројектила ради повећања њихове стабилности лета и добијања повољног аеродинамичког облика.
Кретање зрна испаљених из ватреног оружја се разматра у чланку балистика, а ракета у чланку ракетна балистика.